# Räumliches Vorstellungsvermögen
Räumliches Vorstellungsvermögen (auch Raumvorstellung) kann generell als die Fähigkeit des Menschen und anderer Lebewesen beschrieben werden, in der Vorstellung räumlich zu sehen und zu denken. Diese Fähigkeit umfasst den Erwerb, die Organisation und den aktiven Umgang mit im Gedächtnis gespeicherten Vorstellungsbildern. Das räumliche Vorstellungsvermögen ist dabei ein recht globales Konstrukt. Deswegen ist es nicht erstaunlich, dass selbst unter Fachleuten bisher kein Konsens bezüglich einer einheitlichen Definition von räumlichem Vorstellungsvermögen gefunden werden konnte. Das liegt vermutlich daran, dass dieses Konstrukt eigentlich noch in weitere Unterfertigkeiten zu unterteilen ist.
Im Mittelpunkt steht dabei das Erkennen der Lage und Beziehung von Körpern im dreidimensionalen Raum. 
Es gibt verschiedene Perspektiven auf die Raumvorstellung, wie in einer großen Metaanalyse aus dem Jahr 1985 von Linn und Petersen beschrieben wird: die psychometrische, differentielle, kognitive und strategische Perspektive. Am bedeutendsten ist in diesem Zusammenhang die psychometrische Perspektive: Diese legt den Schwerpunkt auf die Messung des räumlichen Vorstellungsvermögens mittels geeigneter psychometrischer Tests, aus deren Ergebnissen man dann mittels faktoranalytischer Studien Faktoren, also gewissermaßen Komponenten der Raumvorstellung errechnen kann. Sie eignet sich mehr oder weniger, um die einzelnen Teilkomponenten zu spezifizieren.
Rost (1977) berichtet von über 50 Studien, die zwei oder drei Faktoren der Raumvorstellung wahrscheinlicher machen als eine Ein-Faktor-Theorie der Raumkognition, wie sie z. B. El Koussy 1935 mit einem „Faktor k“ annahm. Welche Faktoren dies nun genau sind, ist jedoch umstritten.
Nach Thurstone gehört Raumvorstellung zu den sieben sog. primary mental abilities der Intelligenztheorie von Thurstone und unterteilt sich in drei Faktoren: Veranschaulichung (Visualization), räumliche Beziehungen (Spatial Relations) und räumliche Orientierung (Spatial Orientation).
- Veranschaulichung steht für die gedankliche Vorstellung von Bewegungen. Diese umfasst mentale Rotationen, räumliche Verschiebungen oder Faltung von Objekten oder ihrer Teile.
- Räumliche Beziehungen steht für die Fähigkeit, die räumlichen Konfigurationen von Objekten oder ihrer Teile zu erfassen. Anders ausgedrückt bezeichnet es die Fähigkeit, ein Objekt aus unterschiedlichen Perspektiven zu identifizieren.
- Räumliche Orientierung steht schließlich für die richtige räumliche Einordnung der eigenen Person in eine räumliche Situation.

Auch in der vielzitierten Metaanalyse von Linn und Petersen mit den drei Faktoren Räumliche Wahrnehmung (Spatial Perception), Vorstellungsfähigkeit von Rotationen (Mental Rotation) und Veranschaulichung (Spatial Visualization) findet man sinnvolle Unterteilungen.
Ein gutes räumliches Vorstellungsvermögen ist hilfreich, um Zusammenhänge der darstellenden Geometrie zu erfassen. Im technischen Zeichnen spielt diese Fähigkeit sowohl beim Erstellen als auch beim Lesen von Konstruktionszeichnungen eine bedeutende Rolle. Design und Konstruktion sind ohne dieses Vorstellungsvermögen nicht durchführbar.
Raumwahrnehmung und Raumvorstellung in Kombination mit entsprechender Motorik und guten Reflexen sind unerlässlich für sportliche Tätigkeiten wie z. B. Ballspiele. 
Die Entwicklung des räumlichen Vorstellungsvermögens ist auch ein wesentliches Anliegen des Kartenlesens im Schulunterricht.
Nicht zuletzt ist das räumliche Vorstellungsvermögen in vielen planerischen und handwerklichen Tätigkeiten die Grundlage einer sicheren Berufsausübung. Raumvorstellung ist trainierbar.